# Astrid Ohlson-Helin
Astrid Viola Helin (född Ohlson), född 21 maj 1904 i Elgin, Illinois, död 13 oktober 1978 i Västerleds församling, Stockholm, var en amerikansk-svensk operasångerska.
Astrid Helin var dotter till urfabrikören Carl Ohlson. Hon började 1920 studera sång för Albert Jeanotte i New York. Några år senare debuterade hon som konsertsångerska i USA men slog sig 1928 ned i Sverige, där hon fortsatte sina studier i solosång för Adelaide von Skilondz i Stockholm. År 1928 debuterade Helin på Kungliga Teatern och sjöng då med stor framgång titelpartiet i Lakmé. Från 1930 var hon engagerad vid Kungliga Teatern. Ett av de partier där Helin vann stora framgångar var Olympia i Hoffmanns äventyr. Bland hennes övriga roller märks Nattens drottning i Trollflöjten, Rosina i Barberaren i Sevilla, titelrollen i Martha, Gilda i Rigoletto och Sophie i Rosenkavaljeren. Hon var från 1931 gift med direktören Christian Helin (1902–1974). Makarna är begravda på Norra begravningsplatsen i Stockholm.